# Tomas Tobé
Tomas Gunnar Tobé (sinh ngày 16 tháng 2 năm 1978) là một chính khách người Thụy Điển và đã từng là Nghị sĩ Nghị viện Châu Âu kể từ cuộc bầu cử Nghị viện Châu Âu năm 2019 ở Thụy Điển. Ông là bí thư của Đảng Moderate từ ngày 10 tháng 1 năm 2015 đến ngày 2 tháng 6 năm 2017.

## Sự nghiệp chính trị

### Sự nghiệp chính trị quốc gia
Tobé được bầu vào Riksdag Thụy Điển trong cuộc tổng tuyển cử năm 2006. Trong quốc hội của mình, ông từng là chủ tịch Ủy ban Việc làm từ năm 2010 đến năm 2012; Ủy ban Giáo dục từ năm 2012 đến năm 2014; và Ủy ban về các vấn đề pháp lý từ năm 2018 đến năm 2019. Ông được đề cập là người kế nhiệm có thể cho vị trí lãnh đạo đảng sau Fredrik Reinfeldt, nhưng đã từ chối và ủng hộ Anna Kinberg Batra.
Vào tháng 3 năm 2017, đã có tranh cãi xung quanh Tobé sau khi được tiết lộ rằng ông đã sử dụng công quỹ để mua rượu và các chuyến đi cá nhân. Vào ngày 2 tháng 6 năm 2017, ông bị lãnh đạo đảng Anna Kinberg Batra cách chức bí thư và được bổ nhiệm làm Bộ trưởng Bóng tối Bộ Tư pháp và Chủ tịch Ủy ban Tư pháp của Quốc hội.

### Nghị sĩ Nghị viện Châu Âu
Kể từ cuộc bầu cử Nghị viện châu Âu năm 2019, Tobé giữ chức vụ chủ tịch Ủy ban Phát triển. Với cương vị này, ông đồng chủ tịch (cùng với David McAllister) Nhóm điều phối bầu cử và hỗ trợ dân chủ (DEG), nhóm giám sát các nhiệm vụ quan sát bầu cử của Nghị viện.
Tobé cũng là thành viên của Ủy ban Tự do Dân sự, Tư pháp và Nội vụ. Trong ủy ban, ông đã phục vụ như báo cáo viên về tị nạn và di cư kể từ năm 2020.
Ngoài các nhiệm vụ trong ủy ban của mình, Tobé là một phần của các phái đoàn của Nghị viện về các mối quan hệ với Israel và Hội đồng Nghị viện của Liên minh Địa Trung Hải. Ông cũng thuộc Liên nhóm Nghị viện Châu Âu về Quyền LGBT.

## Đời tư
Tobé kết hôn với Markus Tobé, người mà ông có cặp song sinh được sinh ra nhờ mang thai hộ.